# Just Give Me a Reason
Just Give Me a Reason ist ein Rock-Pop-Song aus dem Jahr 2012, den die US-amerikanische Sängerin P!nk gemeinsam mit Nate Ruess und Jeff Bhasker schrieb.

## Daten
Der Song erschien 2012 auf dem Album The Truth About Love, die CD-Version wurde im April 2013 veröffentlicht. Es handelt sich nach Blow Me (One Last Kiss) und Try um die dritte Singleauskopplung des Albums. Produziert wurde das Lied von Jeff Bhasker, der auch schon die größten Erfolge von Nate Ruess’ Band Fun. auf deren Album Some Nights produziert und zusammen mit den Bandmitgliedern geschrieben hatte.
Bei der Verleihung der MTV Video Music Awards 2013 wurde der Song in der Kategorie Best Collaboration ausgezeichnet.

## Musikvideo
Das Musikvideo zur Single wurde im November 2012 gedreht. Neben den beiden Interpreten ist auch Pinks Ehemann Carey Hart in einigen Einstellungen als Darsteller zu sehen.

## Kommerzieller Erfolg

### Chartplatzierungen
Im April 2013 erreichte Just Give Me a Reason Platz 1 in Deutschland, Österreich und den USA. Der Song erreichte in zahlreichen weiteren Ländern die Spitzenposition in den Singlecharts, unter anderem in Australien, Estland, Irland, Italien, Kanada, den Niederlanden, Neuseeland, Portugal, Schweden und der Slowakei.
| ChartsChartplatzierungen       | Höchstplatzierung | Wochen |
| ------------------------------ | ----------------- | ------ |
| Deutschland (GfK)              | 1 (38 Wo.)        | 38     |
| Österreich (Ö3)                | 1 (41 Wo.)        | 41     |
| Schweiz (IFPI)                 | 2 (48 Wo.)        | 48     |
| Vereinigte Staaten (Billboard) | 1 (36 Wo.)        | 36     |
| Vereinigtes Königreich (OCC)   | 2 (40 Wo.)        | 40     |

| ChartsJahrescharts (2013)      | Platzierung |
| ------------------------------ | ----------- |
| Deutschland (GfK)              | 12          |
| Österreich (Ö3)                | 6           |
| Schweiz (IFPI)                 | 8           |
| Vereinigte Staaten (Billboard) | 7           |
| Vereinigtes Königreich (OCC)   | 8           |

| ChartsJahrescharts (2010–2019) | Platzierung |
| ------------------------------ | ----------- |
| Österreich (Ö3)                | 99          |

### Auszeichnungen für Musikverkäufe
| Land/Region                  | Auszeichnungen für Musikverkäufe (Land/Region, Auszeichnung, Verkäufe) | Verkäufe  |
| ---------------------------- | ---------------------------------------------------------------------- | --------- |
| Australien (ARIA)            | 13× Platin                                                             | 910.000   |
| Belgien (BRMA)               | Platin                                                                 | 30.000    |
| Brasilien (PMB)              | 2× Diamant                                                             | 500.000   |
| Dänemark (IFPI)              | Platin                                                                 | 90.000    |
| Deutschland (BVMI)           | 3× Gold                                                                | 450.000   |
| Finnland (IFPI)              | Gold                                                                   | 33.024    |
| Frankreich (SNEP)            | Gold                                                                   | 115.000   |
| Italien (FIMI)               | 3× Platin                                                              | 90.000    |
| Kanada (MC)                  | Diamant                                                                | 800.000   |
| Mexiko (AMPROFON)            | 7× Gold                                                                | 210.000   |
| Neuseeland (RMNZ)            | 6× Platin                                                              | 180.000   |
| Österreich (IFPI)            | Platin                                                                 | 30.000    |
| Portugal (AFP)               | Platin                                                                 | 10.000    |
| Schweden (IFPI)              | 3× Platin                                                              | 120.000   |
| Spanien (Promusicae)         | 2× Platin                                                              | 120.000   |
| Schweiz (IFPI)               | 2× Platin                                                              | 60.000    |
| Vereinigte Staaten (RIAA)    | 2× Platin                                                              | 2.000.000 |
| Vereinigtes Königreich (BPI) | 4× Platin                                                              | 2.400.000 |
| Insgesamt                    | 4× Gold · 43× Platin · 3× Diamant ·                                    | 8.148.024 |

Hauptartikel: Pink (Musikerin)/Auszeichnungen für Musikverkäufe